# Triangulus perezi
Triangulus perezi är en kräftdjursart som beskrevs av Veillet. Triangulus perezi ingår i släktet Triangulus och familjen Lernaeodiscidae. Inga underarter finns listade i Catalogue of Life.